# Hypolepis distans
Hypolepis distans là một loài dương xỉ trong họ Dennstaedtiaceae. Loài này được Hook. mô tả khoa học đầu tiên..
Danh pháp khoa học của loài này chưa được làm sáng tỏ. 